# رشيد الرفاعي
رشيد محمد سعيد الرفاعي (1 ايار 1929 – 3 ايلول 2009) أكاديمي وبعثي ووزير وسفير للعديد من المؤسسات في العراق.
شغل مناصب مختلفة مثل منصب وزير الدولة لشؤون رئاسة الجمهورية في حكومة عبد الرزاق النايف ثم وزير الخارجية (وكالةً1971) والنفط والتخطيط والاتصالات والنقل واخيرا وزارة الاشغال والإسكان، بين عامي 1968 و 1976. لعب الرفاعي دورا رئيسيا في تنمية البنية التحتية للعراق خلال فترة الثمان سنوات تلك.
عين فيما بعد سفيرًا للعراق في بلجيكا (1976-1983) ثم الصين (1983-1986) وأخيرا اليابان (1986-1993). بعد تقاعده في عام 1993 عمل مستشارًا لوزير الخارجية العراقي وعضو في اللجنة العراقية الرئاسية وعضو بيت الحكمة في بغداد، العراق، حتى الغزو وما تلاه من سقوط الحكومة في 9 أبريل 2003.
بقي الرفاعي في بغداد لمدة ثلاث سنوات لكنه رفض المشاركة في الحكومة الجديدة على الأسس الأيديولوجية.[بحاجة لمصدر] غادر بغداد في عام 2006 وعاش هناك مع زوجته السيدة نبيهة التميمي، في المملكة الأردنية الهاشمية. لديهم أربعة أبناء، رباب وسعيد و فارس ومازن.

## ولادته وشبابه
ولد رشيد الرفاعي في بغداد، والده محمد سعيد علوان الرفاعي (1888-1979) مسؤول البريد والبرق الذي كان في الأصل من مدينة المسيب في محافظة بابل جنوب العاصمة. أمه فاطمة كانت ربة منزل حتى وفاتها في عام 1982. كان الأكبر سنا بين الذكور في أسرة مكونة من سبعة أطفال (بنتين وخمسة أولاد).

## تربيته
بعد تخرجه من المدرسة الثانوية بامتياز، تلقى الرفاعي منحة دراسية إلى الجامعة الأميركية في بيروت(AUB) في لبنان في عام 1949. هناك، في أثناء تخصصه في الرياضيات، أصبح عضوا في الفرع الإقليمي العراقي لحزب البعث العربي الاشتراكي للبلدان العربية في عام 1953. بعد تخرجه من الجامعة بامتياز، عاد الرفاعي إلى بغداد حيث عمل في وقت لاحق في الشركة الوطنية العراقية للهواتف.
تلقى الرفاعي منحة دراسية آخرى، هذه المرة في جامعة برستل في المملكة المتحدة بعد ثورة 1958 التي أسقطت النظام العراقي الملكي في ذلك الوقت لدراسة هندسة الكهرباء. بعد التخرج بامتياز مرة أخرى خلال أربع سنوات، عاد للعمل مجددا في الشركة الوطنية العراقية للهواتف في بغداد.
حصل على منحة دراسية أخرى لاحقا إلى جامعة بيردو في إنديانا، الولايات المتحدة. هناك تخرج رشيد وحصل على ماجستير في الهندسة الكهربائية بامتياز والتي بلغت ذروتها في آخر منحة دراسية في جامعة رايس في هيوستن، تكساس، و حصل هذه هذه المرة على الدكتوراه في الموضوع نفسه.

## وفاته
توفي رشيد الرفاعي بعد صراع مع مرض آلزهايمر مساء يوم 3 سبتمبر، 2009 في منزله في عمان، الأردن.[بحاجة لمصدر]

## فهرس

### الهندسة الكهربائية
- تأثيرات مجال الانجراف وتدرج المجال في كمة الكفاءة على الخلايا الضوئية، جامعة رايس، 1966.

### السياسة
- العراق واليابان، المنطق العربي، وآفاق، قسم الدراسات الدولية، جامعة بغداد، 1997
- الأساس المنطقي العربي، كودانشا، 1992

## وصلات خارجية
- جدار الشهرة جامعة بوردو، 1964
- تأثيرات مجال الانجراف وتدرج المجال في كفاءة الكم على الخلايا الضوئية، جامعة رايس
- تأثيرات مجال الانجراف و تدرج المجال في كفاءة الكم على الخلايا الضوئية
- نادي صحافة اليابان الوطني[وصلة مكسورة]
- القائمة الرسمية للمشيعين الذين يمثلون الدول الأجنبية والمنظمات الدولية في جنازة الإمبراطور هيرو هيتو
- الغزو العراقي: لا يرى تهديدا لاحتياطيات طوكيو من النفط
- بيان في مؤتمر القمة العالمي للتنمية الاجتماعية في كوبنهاجن، الدنمارك, 10 مارس 1995